# Ervalla landskommun
Ervalla landskommun var en tidigare kommun i Örebro län.

## Administrativ historik
Den bildades då 1862 års kommunalförordningar trädde i kraft, i Ervalla socken i Fellingsbro härad i Västmanland. 
Vid kommunreformen 1952 uppgick den i storkommunen Axbergs landskommun. Området ingår numera i Örebro kommun.

## Politik

### Mandatfördelning i Ervalla landskommun 1938-1946
| 5 | 15 |

| 20 |

| 5 | 15 |

| 20 |

| 4 | 16 |

| 20 |